# Victor Warot

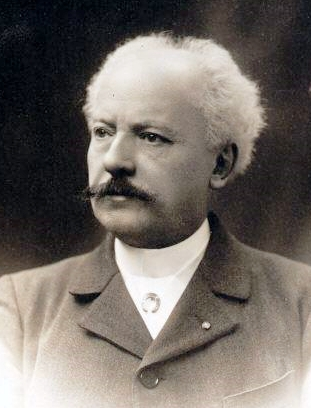
Victor Warot

Victor Alexandre Joseph Warot (* 18. September 1834 in Verviers, Provinz Lüttich; † April 1906 in Bois-Colombes, Département Hauts-de-Seine) war ein belgischer Gesangspädagoge und Opernsänger (Tenor), der vor allem als Wagner- und Meyerbeer-Interpret bekannt wurde. 

## Leben
Seinen ersten künstlerischen Unterricht erfuhr Warot durch seinen Vater. Mit dessen Unterstützung kam Warot später dann nach Paris und wurde dort Schüler von Jules Alary (1814–1891). Sein erfolgreiches Debüt als lyrischer Tenor hatte Warot 1858, als er an der Opéra-Comique (Paris) in Armand Limnanders Oper „Die Montenegriner“ mitwirken konnte.
Am 7. Mai 1860 sang er dort in der Uraufführung der nachgelassenen Donizetti-Oper Rita ou Le Mari battu die Partie des Beppe. Von 1861 bis 1868 gehörte er zum Ensemble der Opéra National de Paris und sang dort unter anderem den Vasco da Gama in Giacomo Meyerbeers Oper Die Afrikanerin.
1868–69 und 1870–74 war er am Théâtre de la Monnaie in Brüssel engagiert, wo er sich auch dramatischen Partien zuwandte. Nach 1888 wirkte er als Gesangslehrer am Conservatoire National in Paris. Er war Autor des Lehrbuches Bréviaire du chanteur.

## Rollen
- Teobaldo – La mule de Pedro (Victor Massé)
- Don Alvaro – Die Afrikanerin (Giacomo Meyerbeer)
- Don Ottavio – Don Giovanni (Wolfgang Amadeus Mozart)
- Comte Ory – Le comte Ory (Gioachino Rossini)
- Henri – Die sizilianische Vesper (Giuseppe Verdi)
- Masaniello – Die Stumme von Portici (Daniel-François-Esprit Auber)
- Riccardo – Ein Maskenball (Giuseppe Verdi)
- Manrico – Der Troubadour (Giuseppe Verdi)
- Erik – Der fliegende Holländer (Richard Wagner)
- Tannhäuser – Tannhäuser und der Sängerkrieg auf Wartburg (Richard Wagner)
- Raoul – Die Hugenotten (Giacomo Meyerbeer)
- Eléazar – Die Jüdin (Fromental Halévy)
- Jan van Leiden – Der Prophet (Giacomo Meyerbeer)

## Schüler (Auswahl)
- Lucienne Bréval (1869–1935)
- Edmond Clément (1867–1928)
- Fernand Gautier
- Jeanne Hatto (1879–1958)
- Lina Pacary (1868–nach 1910)